# Дріопітек
Дріопіте́ки (лат. Dryopithecus) — викопний рід людиноподібних мавп, віднайдених у Східній Африці та Євразії. Представники цього роду жили за часів міоцену (перша епоха неогену, що тривала від 23 млн років тому до 5,3 млн років тому), приблизно 12 — 9 млн років тому. Імовірно, що саме до цього роду належав вид, який був загальним предком горил, шимпанзе і людей (гібонові (гібони, хулоки, номаскуси та сіаманги), як і орангутани, згідно з молекулярними даними, відокремилися від цієї гілки приматів ще раніше, ставши наслідниками іншої гілки нащадків грифопітеків).

## Знахідки
Нижня щелепа із зубами та плечова кістка дріопітеків (Dryopithecus fontani) були віднайдені в поселенні Сен-Годан (провінція Верхня Гаронна, південно-західна Франція) у 1856 році французьким палеонтологом Едуардом Ларте. Згодом інші викопні рештки дріопітеків були віднайдені також в Угорщині (Рудабаня, Боршод-Абауй-Земплен), Іспанії (Валлес-Пенедес, Каталонія) та Китаї (Ґансі).

## Походження
Почавши еволюціонувати в південній частині Східно-Африканської рифтової долини, предок дріопітека (афропітек) 17-18 млн років тому поширився по всьому Африканському континенту й Аравії (геліопітек), згодом, 16,5 млн років тому проник до Азії та Європи (грифопітек) Нащадки грифопітеків, на думку канадського вченого Девіда Бегана, розділились на дві гілки: сільвапітеки та дріопітеки.

## Опис
Дріопітеки мали довжину 60 см, і, можливо, мали більш довгі передні кінцівки, за допомогою яких пересувався з гілки на гілку методом брахіації, як сучасні орангутани та гібони. Приблизна маса тіла — 20—35 кг.
На вигляд дріопітеки, імовірно, були подібними до сучасних шимпанзе, але передні кінцівки мали пропорційно коротші (трохи довші, аніж задні).

## Спосіб життя
Дріопітеки мешкали переважно на деревах, між якими могли пересуватись методом брахіації. По поверхні землі ходили ще на чотирьох лапах, хоча деякі види (Dryopithecus laietanus та Dryopithecus brancoi) могли бути прямоходячими, на що вказують особливості їх скелета. Харчувались дріопітеки ягодами і фруктами, про що свідчать їхні корінні зуби, покриті дуже тонким шаром емалі.

## Споріднені види та нащадки
Дріопітеки можуть бути спорідненими з анойяпітеками (Anoiapithecus brevirostris) з Каталонії, що подібні й до афропітеків і до сучасних людиноподібних. Подібними могли вони бути також і з пієролапітеками (гомінідами з Піренейського півострова) та удабнопітеками (знайденими в місцевості Удабно, Грузія).
Нащадки дріопітеків поділились на дві родини:
- понгіди, що стали предками вищих людиноподібних мавп (шимпанзе, горил), які продовжили проживання на деревах;
- гомініди, яких вважають предками людини, стали пересуватись по поверхні землі та розвинули прямоходіння.

## Галерея

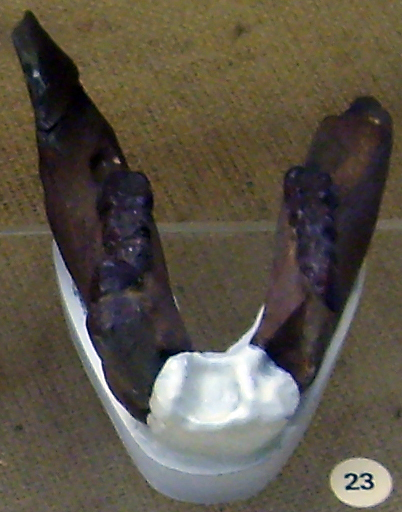
Щелепа Dryopithecus fontani, геологічний музей, Копенгаген
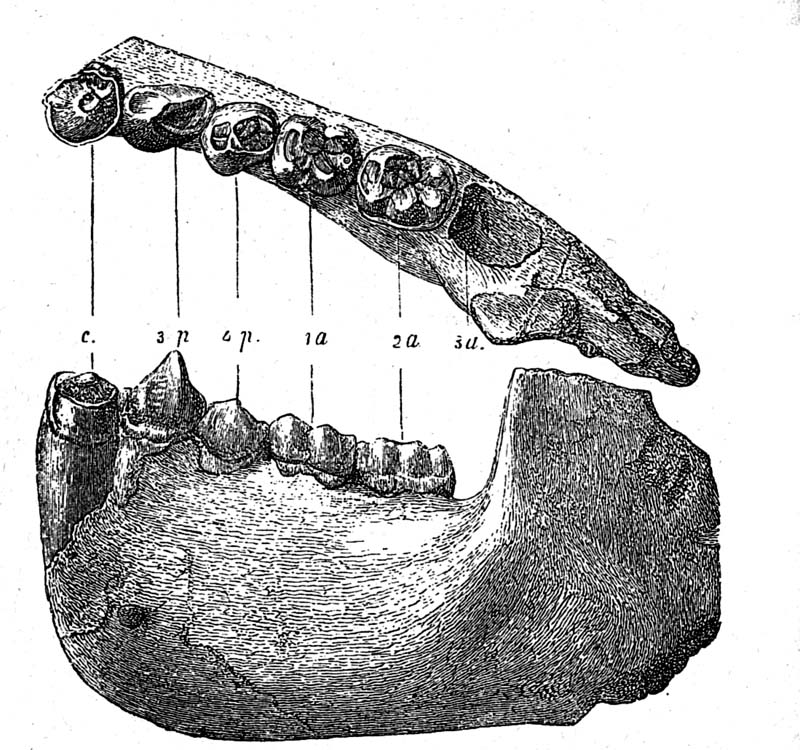
Щелепа дріопітека
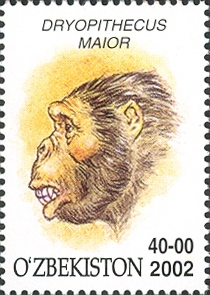
Зображення дріопітека на поштовій марці Узбекистану